# Wilhelm Schuster (Ornithologe)

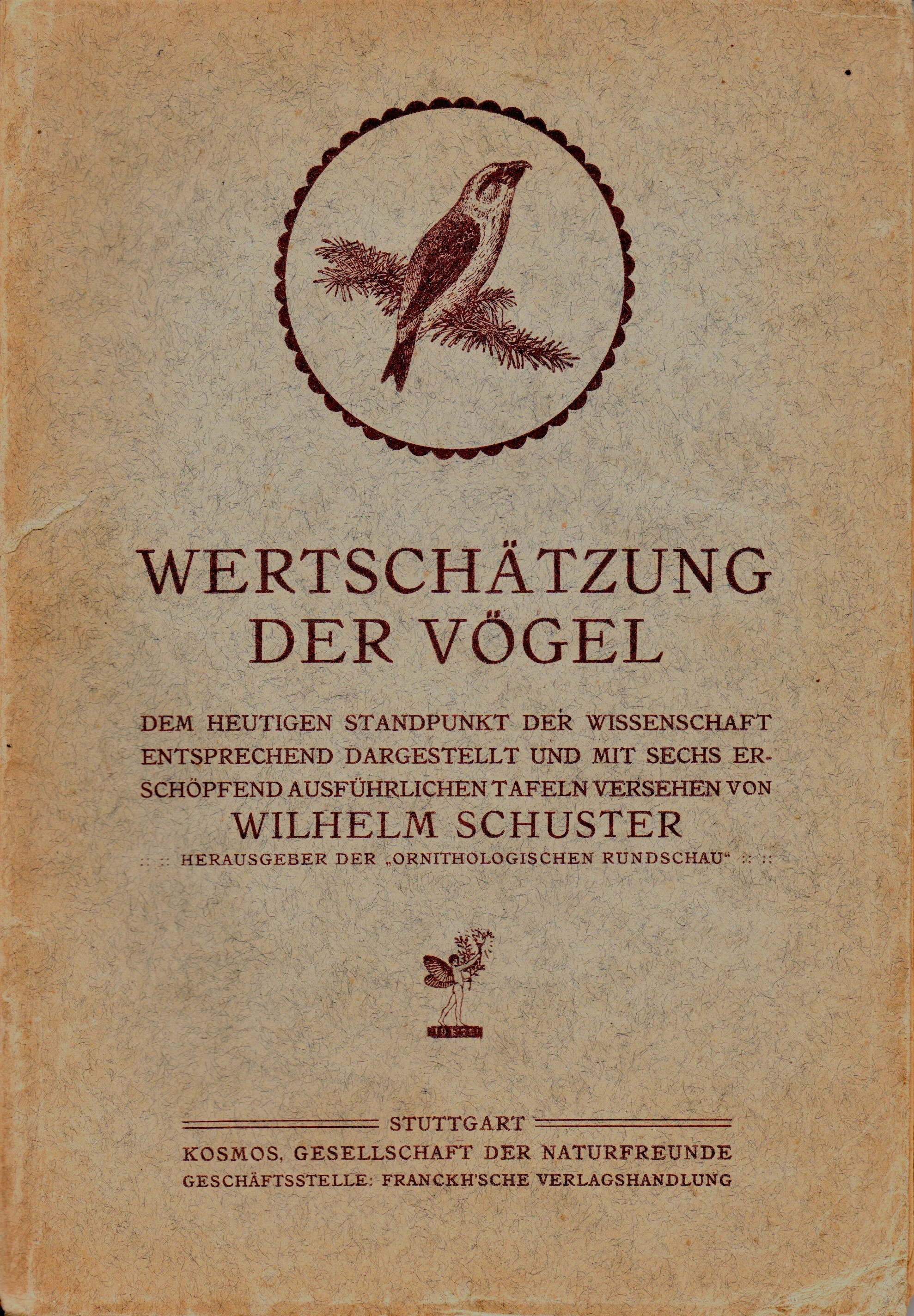
Buchcover von Wilhelm Schusters Buch Wertschätzung der Vögel (1906)

Wilhelm Schuster bzw. Wilhelm Schuster von Forstner (* 26. Oktober 1880 in Oberroßbach; † 3. April 1942 im KZ Sachsenhausen) war ein deutscher Ornithologe, Pfarrer, Naturschützer und Naturforscher. Er wurde vom  SS-Oberscharführer Wilhelm Schubert ermordet.

## Familie
Schuster stammt aus einer evangelischen Pfarrerfamilie. Auch sein Vater und seine drei Brüder waren Ornithologen. Der Ornithologe Ludwig Schuster (1883–1954) war sein Bruder. Er wuchs in Frischborn auf.

## Leben
Wilhelm Schuster studierte Philosophie, Theologie und Naturwissenschaften an den Universitäten Straßburg, Greifswald und Gießen. Er wurde Pfarrer zunächst 1905/06 als Seemannspastor in Liverpool. Später war er Pfarrer in Durmersheim und in Obergimpern. 1912 wurde er vom Kirchendienst suspendiert und später entlassen. Nach dem Ersten Weltkrieg arbeitete er in verschiedenen Anstellungen als Hauslehrer und Redakteur, zeitweise auch als Studiendirektor an einer deutschen Studienanstalt in Leszno in Polen. Nach seiner Rückkehr nach Deutschland arbeitete er nur noch als Privat-Ornithologe.

## Wirken als Ornithologe
Ab 1900 veröffentlichte er ornithologische Artikel. 1905 erschien sein Vogelhandbuch (Nachdruck 1920). Es folgten eine Vielzahl von ornithologischen Artikeln und auch Bücher.
1928 richtete er in seinem neu gebauten Haus in Gonsenheim die private Vogelwarte Mainzer Becken ein. Er hielt ornithologische Lichtbildervorträge, u. a. an Volkshochschulen und verfasste ornithologische Informationsschriften und Zeitungsartikel. Er war aktives Mitglied in verschiedenen naturkundlichen Vereinen, machte bei den Behörden Vorschläge zur Ausweisung von Schutzgebieten und protestierte gegen Aktionen bzw. Maßnahmen, welche schädlich für die Vogelfauna waren.

## Zeit des Nationalsozialismus – Ermordung im KZ Sachsenhausen
Ab 1933 geriet er zunehmend in Konflikt mit den Behörden. 1935 wurde er von der Strafkammer Mainz zu zwei Jahren Zuchthaus wegen Geldsammelaktionen und Verwendung der Bezeichnung Vogelwarte verurteilt. Er musste die zwei Jahre voll absitzen. Er benannte nun die Vogelwarte Mainzer Becken in Vogelforscherwarte Mainzer Becken um.
Im Juli 1941 hatte die Reichsschrifttumskammer entschieden, sein letztes Buch Vogelfauna von Großhessen und Nassau und angrenzenden Gebieten „in die Liste des schädlichen und unerwünschten Schrifttums einzureihen.“ Der noch nicht verkaufte Teil der Auflage wurde beschlagnahmt und vernichtet. Wilhelm Schuster hatte sich in seinem Buch kritisch über Kriege geäußert. Er schrieb u. a. „...,daß es nichts Sinnloseres u. Menschenunwürdigeres gibt als Krieg zwischen Völkern.“
Wegen seines Buches Vogelfauna von Großhessen und Nassau und angrenzenden Gebieten wurde er Anfang September 1941 von der Gestapo verhaftet und am 3. Dezember 1941 ins KZ Sachsenhausen gebracht. Im KZ wurde Schuster als Pfarrer außer Diensten und Schriftsteller geführt. Beim Morgenappell  am 3. April 1942 beschimpfte SS-Oberscharführer Wilhelm Schubert Schuster als Priester und schlug mit den Fäusten auf diesen ein. Als Schuster am Boden lag, trat Schubert mehrfach ins Gesicht Schusters. Wilhelm Schuster verstarb noch auf dem Platz. Seine Asche wurde auf dem Dorffriedhof in Frischborn beigesetzt.
Durch das Landgericht Bonn wurde der Mörder Schubert am 6. Februar 1959 zu einer lebenslangen Haftstrafe und zusätzlich fünfzehn Jahren Haft wegen 46 Morden, darunter Schusters Ermordung, verurteilt.

## Tertiär-Hypothese
Bereits als 21-Jähriger veröffentlichte Schuster 1902 seine Tertiär-Hypothese über eine laufende globale Erwärmung. Bis 1941 vertrat er die Tertiär-Hypothese.
Diese Tertiär-Hypothese wurde von anderen Ornithologen seiner Zeit belächelt. Eugeniusz Nowak schrieb 2010 hingegen: Wilhelm Schuster war einer der ersten, der auf die Klimaerwärmung, die heute als Bedrohung für unseren Planeten angesehen wird, hingewiesen hat.

## Sonstiges
Schuster heiratete 1913 in zweiter Ehe Bertha Anna Freiin von Forstner (1884–1957). Er führte danach zusätzlich den Namen seiner Frau und nannte sich Schuster von Forstner. Da er seine Namensänderung nicht legalisiert hatte, führte dies nach der 1920 erfolgten Scheidung zu gerichtlichen Verfahren. Er musste seinen Nachnamen wieder in Schuster ändern.

## Werke

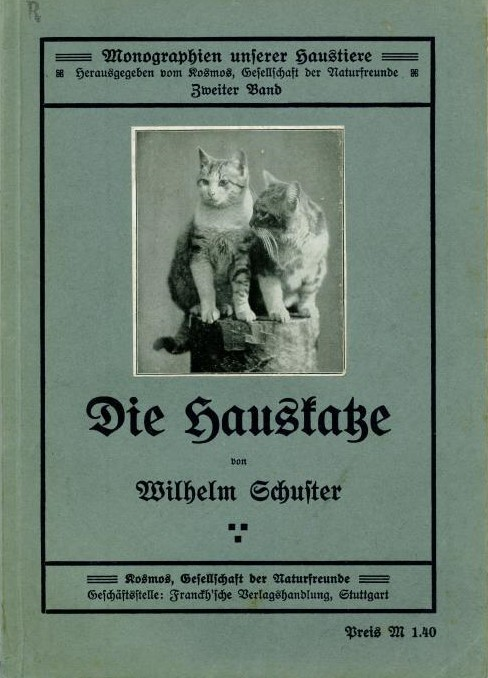
Buchcover von Wilhelm Schusters Buch Die Hauskatze (1909)

- Vogelhandbuch: ornithologisches Taschen- und Exkursionsbuch zum Studium der Vogelarten, Vogelkleider, Vogeleier, Vogelgesänge, Vogelnahrung ... Systematisch kurze, sehr ausgiebige und instruktive Beschreibung unserer einheimischen Vogelarten Pfenningstorff, Berlin 1905 (Nachdruck 1920)
- Wertschätzung unserer Vögel: Farben, Formen und Gesänge in ihrer ästhetischen Bedeutung, Nutzen und Schaden der Vögel in Hinsicht auf Landwirtschaft, Obst- und Gartenbau, Waldwirtschaft, Jagd, Fischerei, Bienenzucht usw.: dem heutigen Standpunkt der Wissenschaft entsprechend dargestellt  Köhler, Gera 1906
- mit Camillo Morgan: Deutsche Käfigvögel Anweisung zur Pflege, Zucht und Beobachtung der heimischen Singvögel Pfenningstorff, Berlin 1907
- mit  Bruno Geisler, Paul Wemer: Unsere einheimischen Vögel. Nach ihrem wirtschaftlichen Wert (Nutzen und Schaden) Heimatverlag, Gera-Reuss 1909
- Die Hauskatze. Abstammungsgeschichte, Lebensweise und Charaktereigenschaften mit einem Blick auf ihre Verwandtschaft mit Wildkater, Falbkatze u.a.; ihre Beziehung zu Kunst, Dichtung, Philosophie ; ihre Rolle im geistigen Leben der Völker Kosmos, Stuttgart 1909
- Monographie des Hausstorchs: vollständige ausführliche Lebensgeschichte, seine örtliche Verbreitung in Deutschland, wichtige und wunderliche Tatsachen aus dem Leben des weissen Storches, des interessantesten "Hausvogels", Nutzen und Schaden, besonders auch in jagdlicher Hinsicht Worré-Martin, Luxemburg 1909
- Witz und Satire: Der Humor im Weltkrieg; Sammlung auserwählter zeitgemäßer Kriegs-Zornbilder Prickarts, Mainz  1915
- Unter Autorennamen Wilhelm Schuster von Forstner: Neue Mövenstudien, Jahrbücher d. Nassauischen Vereins f. Naturkunde in Wiesbaden. 68. Jg., Bergmann, Wiesbaden 1915
- Die Tierwelt im Weltkrieg A.G. Müller, Heilbronn 1916
- Unter Autorennamen Wilhelm Schuster von Forstner mit Bruno Geisler, Paul Wemer: Die Vögel Mitteleuropas: Handbuch der praktischen Vogelkunde auf Grund neuester Forschungsergebnisse mit besonderer Berücksichtigung des wirtschaftlichen Wertes (Nutzen u. Schaden) der Vögel Deutschlands J. F. Schreiber  Eßlingen; München 1920 (Nachdruck 1923 u. 1928)
- Unter Autorennamen Wilhelm Schuster von Forstner: Kalender (Taschenjahrbuch) für Naturforscher und Naturfreunde Gießen 1928
- Unter Autorennamen Wilhelm Schuster von Forstner: Die Bedeutung der hl. Hildegard für die hessische Vogelkunde als Wissenschaft In: Fest-Zeitung zum St.-Hildegardis-Jubiläum 1929 - 1500 Jahre katholische Pfarrei in Bingen, hrsg. von der "Mittelrheinischen Volks-Zeitung", Bingen am Rhein, 1929
- Vogelfauna von Großhessen und Nassau und angrenzenden Gebieten: Unterfranken, Nordbaden, Pfalz, Rheinland, Südwestfalen, Südhannover, einschließl. Kassel-Göttingen, Koblenz-Bonn, Heidelberg, Maintal bis Bamberg ; Mittelpunkt: Frankfurt am Main Vogelforscherwarte Mainzer Becken, Gonsenheim 1941[5]